# Мјерово
Мјерово (слч. Mierovo, мађ. Béke) насељено је мјесто са административним статусом сеоске општине (слч. obec) у округу Дунајска Стреда, у Трнавском крају, Словачка Република.

## Становништво
| Година:    | 1994. | 2004.   | 2014.   | 2024.   |
| ---------- | ----- | ------- | ------- | ------- |
| Број људи: | 390   | 415     | 454     | 461     |
| Разлика:   |       | +6,41 % | +9,39 % | +1,54 % |

| Година:    | 2023. | 2024.   |
| ---------- | ----- | ------- |
| Број људи: | 453   | 461     |
| Разлика:   |       | +1,76 % |

Према подацима о броју становника из 2011. године насеље је имало 454 становника.